# Samantha Rodríguez
Luisa Samantha Jailib Rodríguez Rubio, född 5 december 1994, är en mexikansk konstsimmare.
Rodríguez har tagit ett guld och två silver vid panamerikanska spelen. Vid centralamerikanska och karibiska spelen är hon en sjufaldig guldmedaljör samt tvåfaldig silvermedaljör.

## Karriär
Vid centralamerikanska och karibiska spelen 2014 i Veracruz tog Rodríguez totalt tre guldmedaljer. Vid panamerikanska spelen 2015 i Toronto var hon en del av Mexikos lag som tog silver i lagtävlingen.
Vid centralamerikanska och karibiska spelen 2018 i Barranquilla tog Rodríguez totalt tre guldmedaljer. Vid panamerikanska spelen 2019 i Lima var hon en del av Mexikos lag som tog silver i lagtävlingen.
Vid panamerikanska spelen 2023 i Santiago var Rodríguez en del av Mexikos lag som tog guld i lagtävlingen. Vid centralamerikanska och karibiska spelen 2023 i San Salvador tog hon ett guld och ett silver. Vid olympiska sommarspelen 2024 i Paris var Rodríguez en del av Mexikos lag som slutade på sjunde plats i lagtävlingen.